# Wilhelm von Braunschweig
Georg Friedrich Wilhelm von Braunschweig (* 28. November 1775 auf Alt Klücken, Arnswalder Kreis; † 17. September 1854 in Neiße) war ein preußischer Generalmajor und Kommandeur der 12. Landwehr-Brigade.

## Leben

### Herkunft
Wilhelm von Braunschweig entstammte dem Kolberger Ratsgeschlecht von Braunschweig, das 1570 vom polnischen König Sigismund den Adelsbrief erhalten hatte.
Seine Eltern waren Friedrich Wilhelm von Braunschweig (* 17. Oktober 1742; † 11. April 1807) und dessen Ehefrau Charlotte Luise Henriette, geborene von Wedel (* 4. Januar 1750; † 22. Februar 1826) aus dem Haus Blankensee. Der Vater war preußischer Oberst im Infanterieregiment „von Owstin“ sowie Herr auf Alt-Klücken und Jagow.

### Laufbahn
Braunschweig kam am 1. April 1790 als Gefreitenkorporal in das Infanterieregiment seines Vaters und avancierte bis Mitte Juli 1795 zum Sekondeleutnant. Im Vierten Koalitionskrieg kämpfte er in der Schlacht bei Auerstedt, machte den Rückzug nach Lübeck mit und wurde nach der Kapitulation von Ratkau inaktiv gestellt. Nach dem Frieden von Tilsit erhielt Braunschweig am 13. September 1808 seinen Abschied als Kapitän.
Bei Beginn der Befreiungskriege kam er am 18. Juli 1813 als Major und Bataillonskommandeur in das 1. Neumärkische Landwehr-Infanterie-Regiment. Braunschweig kämpfte in den Schlachten bei Großbeeren, Dennewitz, Leipzig sowie Belle Alliance und machte den Sturm auf Arnheim mit. Ferner befand er sich bei den Belagerungen von Wittenberg, Gorkum, Antwerpen und Landrecies. Bei Großbeeren wurde Braunschweig verwundet und mit dem Eisernen Kreuz II. Klasse ausgezeichnet, für Arnheim erhielt er das Kreuz I. Klasse. Am 2. April 1815 kam er als Kommandeur in das 2. Neumärkische Landwehr-Infanterie-Regiment und wurde am 21. Oktober 1815 zum Oberstleutnant befördert. Am 15. November 1816 folgte seine Ernennung zum Kommandeur des 4. Infanterie-Regiments. Mit Patent vom 1. April 1822 wurde Braunschweig am 30. März 1822 zum Oberst befördert. Am 9. November 1823 erhielt er das Kommandeurskreuz des Ordens vom Zähringer Löwen sowie am 2. September 1826 den Roten Adlerorden III. Klasse. Am 9. Dezember 1830 wurde er Kommandeur der 12. Landwehr-Brigade und am 30. März 1833 zum Generalmajor befördert. Am 30. September 1835 erhielt Braunschweig den russischen Sankt-Stanislaus-Orden I. Klasse, bevor er am 12. März 1836 seinen Abschied mit der gesetzlichen Pension nahm. Er starb am 17. September 1854 in Neiße.
In seiner Beurteilung im Jahr 1819 schrieb der General von Funck: „Ist von der Natur mit vielen Fähigkeiten ausgerüstet, besitzt einen lebhaften Geist, der richtig ausgebildet worden, eine genauer Kenntnis des Dienstes und einen richtigen Takt in seinem Benehmen, führt das ihm untergebene Regiment mit Umsicht, wirkt sehr zweckmäßig auf die Ausbildung des Offiziere und Gemeinen, zeigt beim Manöver Scharfblick und Gewandtheit und ist moralisch Achtungswert.“

### Familie
Braunschweig heiratete am 1. Juni 1806 Henriette von Schütz († 15. März 1818).